# Walter Braemer
Walter Braemer, nemški general, * 7. januar 1883, Königsberg, Prusija, † 13. junij 1955, Hamburg.